# برينت أندرسون (مغني)
برينت أندرسون (بالإنجليزية: Brent Anderson)‏ هو مغني ومغن مؤلف أمريكي، ولد في 1988 في باسكاغولا في الولايات المتحدة.

## وصلات خارجية
- برينت أندرسون على موقع ميوزك برينز (الإنجليزية)
- برينت أندرسون على موقع ديسكوغز (الإنجليزية)